# 初霜 (初代神風型駆逐艦)
|          | |
| 艦歴     | |
| 計画     | 明治37年度臨時軍事費                                                                                           |
| 起工     | 1904年8月20日                                                                                                  |
| 進水     | 1905年5月13日                                                                                                  |
| 就役     | 1905年8月18日                                                                                                  |
| その後   | 1905年12月12日駆逐艦に種別変更 1912年8月28日三等駆逐艦 1924年12月1日掃海艇編入 1928年7月6日廃駆逐艦第9号と仮称 |
| 除籍     | 1928年4月1日                                                                                                   |
| 廃船     | 1928年10月12日認許                                                                                             |
| 性能諸元 | |
| 排水量   | 常備：381t 満載：450t                                                                                          |
| 全長     | 69.2メートル                                                                                                   |
| 全幅     | 6.6メートル |
| 吃水     | 1.8メートル |
| 機関     | レシプロエンジン2基2軸、6,000hp                                                                                |
| 最大速力 | 29ノット |
| 航続距離 | 11ノット/850カイリ                                                                                             |
| 乗員     | 70人 |
| 兵装     | 80mm（40口径）単装砲 2門 80mm（28口径）単装砲 4門 450mm魚雷発射管 2門                                          |

初霜（はつしも）は、大日本帝国海軍の駆逐艦で、神風型駆逐艦 (初代)の2番艦である。同名艦に初春型駆逐艦の「初霜」があるため、こちらは「初霜 (初代)」や「初霜I」などと表記される。

## 艦歴
1904年（明治37年）8月20日、横須賀海軍工廠で起工。1905年（明治38年）2月15日、命名（製造番号第2号）。同年5月13日進水。7月21日、駆逐艦に類別。同年8月22日、竣工。
第一次世界大戦ではシンガポール方面の警備に従事し、シベリア出兵時には沿海州の沿岸警備を行った。
1924年（大正13年）12月1日、掃海艇に編入。1928年（昭和3年）4月1日、除籍。同年7月6日『廃駆逐艦第9号』と仮称。調査の結果老朽化が激しいため、10月12日、廃船認許。

## 艦長
※『日本海軍史』第9巻・第10巻の「将官履歴」及び『官報』に基づく。
艦長
- 海老原啓一 大尉：1905年7月21日 - 12月12日

駆逐艦長
- 海老原啓一 少佐：1905年12月12日 - 1906年9月28日
- 青木董平 大尉：1906年9月28日 - 1907年9月28日
- 南郷次郎 大尉：1907年9月28日 - 1908年3月16日
- （兼）犬山秀一 少佐：1908年3月16日 - 1908年5月15日
- （兼）堀江豊雄 大尉：1908年5月15日 - 1908年9月25日
- 田口刺戟 大尉：1908年9月25日 - 1908年11月20日
- 山田虎雄 大尉：1908年11月20日 - 1910年2月16日
- （兼）園田般二郎 大尉：1910年2月16日 - 1910年12月1日
- 園田繁喜 少佐：1910年12月1日 - 1911年5月23日
- 神谷京 大尉：1911年5月23日 - 1911年8月19日
- 中村有年 大尉：1911年8月19日 - 1912年5月22日
- 赤峰一郎 大尉：1912年5月22日 - 1913年5月24日
- 荒城二郎 大尉：1913年5月24日 - 1913年6月25日
- 巨勢泰八 大尉：1913年6月25日 - 1914年12月15日
- 生田矢一 大尉：1914年12月15日 - 1915年5月26日[9]
- 藪正毅 大尉：1915年5月26日[9] - 1915年12月13日
- 若山昇 大尉：1915年12月13日[10] - 1916年9月12日
- （兼）高橋雄三郎 大尉：1916年9月12日 - 1916年12月1日
- 出淵松夫 大尉：1916年12月1日 - 1918年12月1日[11]
- 町田進一郎 大尉：1918年12月1日 - 1919年12月1日
- 杉本嘉多雄 大尉：1919年12月1日[12]  - 1921年1月20日[13]
- 杉本宇市 大尉：1921年1月20日[13] - 1921年4月1日[14]
- 加藤仁太郎 大尉：1921年4月1日 - 1922年12月1日
- 須賀彦次郎 大尉：1922年12月1日 - 1923年9月1日
- 小島常次郎 大尉：1923年9月1日[15] -

掃海艇長
- 阪匡身 大尉：1924年12月1日 - 1926年12月1日